# Franklin County, Idaho
Franklin County är ett administrativt område, county, i delstaten Idaho, USA. År 2010 hade countyt 12 786 invånare. Den administrativa huvudorten (county seat) är Preston. 
Countyt grundades 1913 och fick sitt namn efter Benjamin Franklin.

## Geografi
Enligt United States Census Bureau så har countyt en total area på 1 731 km². 1 723 km² av den arean är land och 8 km² är vatten.

### Angränsande countyn
- Oneida County - väst
- Bannock County - nordväst
- Caribou County - nord
- Bear Lake County - öst
- Cache County, Utah - syd